# روبرت إرنست تشيزمان
الميجر روبرت إرنست تشيزمان (بالإنجليزية: Major Robert Ernest Cheesman)‏ (13 فبراير 1962 - 1878).
كان ضابطًا عسكريًّا بريطانيًّا ومستكشفًا وعالمًا للطيور، وكان السكرتير الخاص للسير بيرسي سايكس أثناء توليه منصب المفوض السامي في العراق.
في عام 1923، أثناء رحلة إلى شبه الجزيرة العربية، والتي جمع شيزمان خلالها أكثر من 300 من العينات من واحة الأحساء، العديد منهم لم تكن معروفة سابقا للعلم. هذه العينات حاليا في المتحف البريطاني.
كان له الفضل في اكتشاف عَضَل تشيزمان (Gerbillus cheesmani).
وكان أول رجل رسم خريطة الساحل العربي من خليج سلوى إلى ميناء العقير. في عام 1924، ثبت نقطة الهفوف وحدد موقع مدينة جرهاء القديمة. ثم قدم استنتاجاته إلى ابن سعود في قصره في الهفوف. حصل في فيما بعد على جائزة جيل (Gill) التذكارية لهذا العمل من قبل الجمعية الجغرافية الملكية.